# トーク・アジア
トーク・アジア（TalkAsia）は、CNNインターナショナルのアジア地域で放送されているトーク番組である。ホストはアンジャリ・ラオ。

## インタビューされた日本人
- 松井秀喜
- 市川海老蔵 (11代目)
- 安藤忠雄
- 菊地凛子
- 浜崎あゆみ
- 緒方貞子
- 安倍晋三および安倍昭恵